# Захлевный, Леонид Константинович
Леони́д Константи́нович Захле́вный (бел. Леані́д Канстанці́навіч Захле́ўны; род. 16 января 1947, Гродно) — белорусский композитор. Лауреат премии Ленинского комсомола Белорусской ССР (1980). Заслуженный деятель искусств Белорусской ССР (1985). Лауреат Государственной премии Республики Беларусь (1994). Народный артист Республики Беларусь (1998). Член Союза композиторов Белорусской ССР (1974).

## Биография
Родился 16 января 1947 в Гродно Белорусской ССР. Окончил Белорусскую государственную консерваторию им. А. В. Луначарского по классу композиции профессора А. В. Богатырёва (1972) и ассистентуру-стажировку (1976) под руководством профессора Е. А. Глебова.
В 1972 году — преподаватель Мозырского музыкального училища. С 1975 года — ассистент-стажёр Белорусской консерватории. В 1978—1989 годы — музыкальный редактор киностудии «Беларусьфильм». С 1990 года — художественный руководитель музыкальных коллективов Белорусского радио. С 1991 года — художественный руководитель ансамбля народной музыки «Бяседа»..

## Награды и звания
- Лауреат премии Ленинского комсомола Белорусской ССР (1980)
- Заслуженный деятель искусств Белорусской ССР (1985)
- Лауреат Государственной премии Республики Беларусь (1994)
- Народный артист Республики Беларусь (1998)
- Орден Франциска Скорины (2011)

## Творчество
Является автором эстрадной, камерной, симфонической и хоровой музыки. Работает в песенном жанре. Из его произведений формируется репертуар ВИА «Сябры», ансамбля народной музыки «Бяседа», Виктора Вуячича, Якова Науменки, Ярослава Евдокимова, Ирины Дорофеевой. Пишет музыку на стихи белорусских и русских поэтов Максима Богдановича, Констанции Буйло, Владимира Каризны, Леонида Прончака, Владимира Петюкевича, Михаила Ясеня. Получили известность цикл песен «Память» («Поле памяти», «Носить ордена», «Милосердие», «Песня Победы»), «Азёры дабрынi», «Земля моя», колыбельная «Баю-бай, дачушка, баю-бай, сынок…».

### Сочинения
- кантаты «Венок» (слова народные, 1972), «Муха-Цокотуха»
- для оркестра — симфония (1971)
- для гобоя и фортепьяно — соната (1970)
- для голоса с фортепьяно — цикл на слова М. Богдановича, 1969)
- фортепьянные пьесы
- песенный цикл «Память» (1989)
- сборник песен для детей «Сентябрьский вальс» (1994)
- песни на слова В. Левина («Героям Бреста»), Г. Тихонова, А. Харчикова, А. Чуркина.
- музыка к драматическим спектаклям и кинофильмам.

### Композиторская фильмография
- 1977 — «Миловица» (мультипликационный фильм)
- 1977 — «Светлячок и росинка» (мультипликационный фильм)
- 1980 — «Сказка о весёлом клоуне» (мультипликационный фильм)
- 1980 — «Прикажи себе» (телефильм)
- 1981 — «Дядька Якуб» (телефильм)
- 1982 — «Песнь о зубре» (мультипликационный фильм)
- 1983 — «Конец бабьего лета»
- 1983 — «Как Василь хозяйничал» (мультипликационный фильм)
- 1984 — «Острова на далеких озерах»
- 1985 — «Холода в начале весны»
- 1985 — «Ты меня не бойся» (мультипликационный фильм)
- 1987 — «Государственная граница. За порогом победы»
- 2013 — «Приключения Нестерки»[2].